# Tetsuo (film)
Pour les articles homonymes, voir Tetsuo.
Série
Tetsuo II: Body Hammer
(1992)
Pour plus de détails, voir Fiche technique et Distribution.
Tetsuo (鉄男, litt.« L'homme de fer ») est un film japonais de science-fiction et d'horreur réalisé par Shin'ya Tsukamoto, sorti en 1989. Ce long-métrage expérimental, au style visuel et narratif avant-gardiste, est souvent qualifié de film cyberpunk en raison de ses thèmes liés à la fusion entre l'homme et la machine. Réalisé avec un budget modeste, le film raconte l'histoire d'un homme ordinaire qui, après un accident mystérieux, voit son corps commencer à se transformer en métal, plongeant progressivement dans un cauchemar mécanique.
Avec une esthétique en noir et blanc, des effets spéciaux artisanaux et une mise en scène frénétique, Tetsuo se distingue par son atmosphère claustrophobe et son exploration des angoisses liées à la déshumanisation et à la technologie. Le film est marqué par une approche viscérale, mêlant violence, corps mutilés et métamorphoses grotesques, le tout soutenu par une bande-son industrielle percutante, composée par Chū Ishikawa.
Bien que d'abord distribué de manière limitée, Tetsuo est rapidement devenu un film culte sur la scène internationale, notamment dans les festivals de cinéma underground, et a contribué à la notoriété de Tsukamoto en tant que réalisateur visionnaire. Avec son mélange de body horror, de science-fiction et de surréalisme, il est souvent cité comme une œuvre clé du cinéma cyberpunk et a influencé de nombreux réalisateurs, tant dans le cinéma japonais qu'occidental.

## Synopsis
Note : Tetsuo n'a pas une narration conventionnelle. Ce résumé de l'intrigue est adapté d'une sortie en vidéo et d'un résumé dans Sight and Sound par Tony Rayns (en) en utilisant des notes du réalisateur.
Le film s'ouvre sur un homme qui s'entaille profondément la cuisse et insère une tige filetée dans la blessure. Il est ensuite renversé par une voiture. Le conducteur qui s'enfuit, un salaryman classique, découvre plus tard un morceau de métal dépassant de sa joue alors qu'il se rase. En se rendant à une station de métro, il est attaqué et poursuivi par une femme qui se fait pousser des tentacules métalliques. Le salaryman découvre ensuite des croûtes métalliques sur sa propre peau.
Chez lui, alors qu'il dort à côté de sa petite amie, il fait un rêve dans lequel il est sodomisé par une machine organique en métal. En se réveillant, il imagine ou découvre que le métal prend le contrôle de son corps. Lorsqu'il tente d'avoir des rapports sexuels avec sa petite amie, son pénis devient une perceuse métallique, ce qui l'amène à s'éloigner loin d'elle. Elle s'approche de lui en disant qu'elle n'a pas peur de lui, mais alors qu'ils ont des rapports sexuels avec son pénis transformé, elle le poignarde dans le cou. Après avoir perdu connaissance, le salaryman reprend conscience quelque temps plus tard pour découvrir que sa petite amie s'est empalée sur la perceuse, ce qui l'a tuée.
Pendant ce temps, la victime de l'accident de la route du début a des souvenirs en boucle, se rappelant le moment de l'accident et d'un médecin qui lui dit qu'ils ont découvert du métal dans son cerveau. L'homme réalise qu'il a des pouvoirs télépathiques et retrouve le salaryman et sa petite amie pour les menacer, mais promet ensuite au salaryman un « nouveau monde métallique ».
Le salaryman s'enfuit en panique alors qu'un sans-abri commence à battre l'homme renversé. Le salaryman et celui-ci se retrouvent finalement à nouveau, découvrant que leurs corps entiers sont plus faits de métal que de chair. Le ton de l'homme passe de la colère à l'amour et dit qu'il doit fusionner avec le salaryman car il est submergé par la rouille qui attaque son corps. Les deux fusionnent en un monstre métallique géant et s'en vont dans les rues de la ville, convaincus qu'ils peuvent muter le monde entier en métal.

## Fiche technique
- Titre : Tetsuo
- Titre original : Tetsuo
- Réalisation : Shin'ya Tsukamoto
- Scénario : Shin'ya Tsukamoto
- Production : Shin'ya Tsukamoto
- Musique : Chū Ishikawa
- Photographie : Kei Fujiwara et Shin'ya Tsukamoto
- Montage : Shin'ya Tsukamoto
- Décors : Shin'ya Tsukamoto
- Costumes : Kei Fujiwara
- Pays d'origine :  Japon
- Langue : Japonais
- Format : Noir et blanc - 1,37:1 - Mono - 16 mm
- Genre : Horreur, science-fiction et expérimental
- Durée : 67 minutes
- Dates de sortie : 1er juillet 1989 (Japon), 5 octobre 1994 (France)
- Film interdit aux moins de 16 ans lors de sa sortie en France

## Distribution
- Tomoro Taguchi : l'homme
- Kei Fujiwara : la femme
- Nobu Kanaoka : la femme aux lunettes
- Renji Ishibashi : le sans-abri
- Naomasa Musaka : le docteur
- Shin'ya Tsukamoto : le fétichiste

## Production

### Contexte et pré-production
Enfant, Tsukamoto lit Shōnen tantei dan et d'autres livres pour enfants d'Edogawa Ranpo à la fin de l'école primaire et au début du lycée, s'intéressant à ce qu'il décrit comme les « côtés sombres » des livres. Il se souvient : « J'avais des sentiments similaires en lisant ces livres que lorsque je feuilletais des magazines SM que je lisais au lycée ». Tsukamoto était également fan des films kaijū quand il était enfant, ayant vu les Gamera et les Godzilla (en), ainsi que la série télévisée Ultra Q. Tsukamoto parle spécifiquement de son intérêt pour cette série, notant que les éléments disparates du feuilleton lui donnaient une saveur surréaliste, ce qui, selon lui, l'a amené à s'intéresser au surréalisme au lycée. Un jour, alors qu'il était encore à l'école, son père ramena à la maison une caméra 8 mm dont Shin'ya hérita rapidement. Il commença à réaliser des courts et longs métrages amateurs avec son frère dès 1974, qui étaient initialement des films de monstres. Il commença à élargir sa culture cinématographique au lycée, le premier film non-monstre qu'il vit étant Seishun no satetsu de Tatsumi Kumashiro, des films américains et les œuvres d'Akira Kurosawa. Tsukamoto déclare qu'il a appris de Kurosawa qu'on pouvait travailler avec la lumière pour manipuler les images sur film, ce que le biographe de Tsukamoto, Tom Mes, a déclaré, anticiperait son travail dans Tetsuo. Tsukamoto a depuis des sentiments très mitigés sur ces premiers films, ne laissant même pas sa femme les regarder avant 2002. Il devient frustré par le cinéma de la fin des années 1970 et commence à se concentrer sur la mise en scène théâtrale tout en entrant à l'université,.
Il joue et met en scène des pièces au lycée, trouvant qu'elles étaient « assez conventionnelles » et qu'il préférait faire du théâtre plus expérimental. Il parle spécifiquement de l'influence du travail de Jūrō Kara, dont les œuvres traitent souvent de thèmes tels que le matricide et l'inceste. Tsukamoto apprécie de travailler sur des pièces car cela conduit à un retour immédiat du public, qui sont d'abord juste spectateurs puis qui voulent travailler avec lui. Parmi les premières personnes à avoir contacté Tsukamoto figure Nobu Kanaoka, qui a des rôles dans les courts métrages de Tsukamoto des années 1980 et Tetsuo. Travailler avec des admirateurs enthousiastes permet à Tsukamoto de réaliser des films et des pièces sans financement extérieur et sans influences extérieures des sociétés de production. Après avoir obtenu son diplôme en 1984, il entre dans des agences de publicité, espérant qu'elles lui donneraient accès à du matériel de cinéma professionnel. Il faut 18 mois avant qu'il ne soit autorisé à réaliser des publicités. Il se souvient qu'au cours de ces dix-huit mois, il était presque jamais chez lui, et que travailler comme employé d'entreprise pendant de longues heures a été une influence majeure sur Tetsuo. Il retourne au théâtre en 1985 où il crée le groupe Kaiju Shiata. Ses pièces conservent le style expérimental de son travail scénique précédent et le connectent avec Kei Fujiwara, qui est membre de la compagnie de Jūrō Kara. Fujiwara apparaîtra dans les courts métrages ultérieurs de Tsukamoto ainsi que dans Tetsuo, lui permettant même de filmer de grandes parties du film chez elle. En 1986, Tsukamoto quitte son emploi à l'agence de publicité Ide Production, avec l'intention de revenir à la réalisation de films.
Le premier  court métrage de Tsukamoto est The Phantom of Regular Size, réalisé avec des membres de son groupe Kaiju Shiata, sur un salaryman dont le corps se transforme finalement en ferraille. Le film est tourné en moins d'une semaine. Parmi les acteurs figure Tomorowo Taguchi (en), qui avait rencontré Tsukamoto lorsque celui-ci était venu le voir jouer au théâtre. Ils collaborent sur une pièce intitulée L'Aventure de Denchu Kozo et plus tard, il est choisi dans ce court métrage pour faire le salaryman. Tom Mes note que le court métrage a des thèmes et des éléments qui seront développés dans Tetsuo, comme une femme avec une griffe métallique et les effets néfastes de la vie urbaine sur les gens.

### Tournage
Tetsuo: The Iron Man est tourné en même temps que le court métrage L'Aventure de Denchu Kozo. Parmi les principaux changements par rapport à son travail de court métrage, il y a le passage du 8 mm au 16 mm, ce qui rend le film adapté pour une présentation en salle. Le film devait initialement être réalisé comme un court métrage supplémentaire, d'une durée d'environ trente minutes. Le choix est fait après avoir vu certains films de Derek Jarman tournés en noir et blanc et, lorsqu'ils sont agrandis en projections 16 mm et 35 mm, Tsukamoto trouve que le grain excessif produit des images intéressantes avec un grain lourd. Le noir et blanc offre également un levier avec les certificats de notation, car le sang est difficile à visualiser. Il achète ensuite une caméra Canon Scoopic 16 mm avec 10 bobines de pellicule noir et blanc et commence la production du film en septembre 1987.
Le récit du film est construit sur son court métrage précédent Le fantôme de la taille normale, avec les acteurs Tomorowo Taguchi, Nobu Kanaoka et Tsukamoto jouant des rôles similaires à ceux du court métrage. D'autres acteurs incluent Naomasa Musaka et Renji Ishibashi qui avaient travaillé dans de grands studios de cinéma tels que Nikkatsu et Toei dans les années 1970. Tsukamoto leur envoie d'abord une lettre d'admirateur, puis leur demande d'apparaître dans le film. Les costumes sont fabriqués à partir de ferraille et de petites pièces d'appareils électroniques collées sur l'acteur avec du ruban adhésif double face. Cela entraîne des problèmes car à force d'ajouter du métal sur Taguchi jusqu'à ce que Tsukamoto trouve cela bien, il est si lourd qu'il ne peut pas se lever de sa chaise de maquillage. Les tests initiaux entraînent un grand inconfort pour Taguchi, qui dit qu'à la fin d'une journée de tournage, sa peau ressemble à du papier de verre. À mesure que le tournage avance, le maquillage et le costume de Taguchi sont affinés pour qu'il puisse facilement enlever et remettre le costume.
Comme son travail de court métrage des années 1980, une grande partie du film est tournée dans l'appartement de Fujiwara. Les extérieurs du film sont tournés à la metallurgie de Kawaguchi, au nord de Tokyo. Lors des déplacements entre les lieux, les acteurs ne peuvent pas enlever leur maquillage, ce dont Tsukamoto se souvient : « Les gens nous regardaient comme si nous étions fous ». Tsukamoto explique que l'équipe et les acteurs « pensaient que ce film serait une parodie » et que, comme ils n'avaient le temps de faire qu'en une seule prise à chaque fois, ils finissaient par jouer dans ce qu'il décrit comme un « style plus exagéré, surjoué, qui est plus facile ». Des disputes éclatent souvent sur le plateau entre les acteurs, l'équipe ainsi que les voisins de Fujiwara. Celle-ci déclare que les deux groupes se disputent toujours, mais que cela devient plus difficile à mesure qu'ils commencent à travailler sur des films. Taguchi dit qu'ils perd presque chaque jour un membre de l'équipe et qu'à la fin, seuls les acteurs se présentent, amenant ceux-ci à remplir divers rôles techniques. Lorsque Tsukamoto doit apparaître à l'écran, il installe son plan et demande ensuite à Fujiwara de manipuaer la caméra. Celle-ci est créditée dans le film comme assistante réalisatrice, costumière et deuxième directrice de la photographie. Après quatre mois de tournage, Tsukamoto commence à développer les images qu'il a dans la salle de montage, à laquelle il a accès gratuitement grâce à d'anciens collègues d'Ide. Pendant le montage, il réalise qu'il a besoin de plus de matériel et va filmer de nouvelles images jusqu'à fin 1988. Il manque d'argent pendant le tournage et réalise une bande-annonce à montrer aux distributeurs de films potentiels afin d'obtenir un financement supplémentaire. Grâce à ses contacts au Pia Film Festival (en) et à F2 distributing, il entre en relation avec Japan Home Video qui peut investir de l'argent pour terminer le film. Cinefantastique suggère que le budget final du film serait d'environ 100 000 $ tandis que le Japan Times indique que le budget est de 13 millions de yens,.

### Post-production
Tsukamoto crée un premier montage (rough cut (en)) du film en décembre 1988 qui dure 77 minutes. Il est épuisé émotionnellement et physiquement par le processus de montage, en particulier en entendant les forts bruits des effets sonores du film encore et encore. Pendant cette période, son court métrage de Tsukamoto L'Aventure de Denchu Kozo remporte le Grand Prix du Pia Film Festival (en) au Japon,. Il déclare que recevoir le prix ressemblait à « sortir de l'obscurité pour entrer dans une lumière vive » et que cela l'a aidé à trouver la motivation pour terminer le montage du film,.
Pour la musique, Tsukamoto souhaite une bande originale qui ressemble à des sons de percussion métallique récurrents. Grâce à une connaissance, il trouve la cassette d'un groupe appelé Zeitlich Vergelter dirigé par le musicien Chū Ishikawa. Celui-ci n'a jamais composé de musique de film auparavant, mais se sent excité de travailler avec Tsukamoto après l'avoir rencontré et avoir été intrigué par sa personnalité. Il compose de longues pièces musicales pour le film avec d'abord l'instruction de faire de la musique avec uniquement des sons de métaux, ce qui le perturbe, puis réalise qu'il doit suivre son propre instinct pour la musique au lieu de prendre les instructions de Tsukamoto au pied de la lettre.
Tsukamoto termine le montage du film en janvier 1989 avec une nouvelle durée de 67 minutes. Parmi les scènes raccourcies figurent la scène de sexe entre les personnages de Taguchi et Fujiwara et la suppression de la scène dans laquelle le médecin est assassiné par le personnage de Yatsu et une scène de poursuite avec Kanaoka où une danse à claquettes est exécutée.

## Style
Lorsqu'on lui demande la signification du film, Tsukamoto répond qu'il pense qu'il s'agit du « processus dans lequel les êtres humains deviennent « métal » ; c'est-à-dire qu'il s'agit d'une sorte de condition humaine », et que lorsqu'il a réalisé le film, il était « préoccupé par le chaos, donc j'essayais d'intégrer l'horreur avec la science-fiction que j'avais en moi ». Tsukamoto explique cela dans une interview au Japan Times en 1992, déclarant son intérêt pour les éléments érotiques de la juxtaposition d'un corps doux contre du fer dur.
Tom Mes décrit l'élément pivot qui a rendu le film populaire en dehors du Japon comme étant le cyberpunk qui est dérivé de la nouvelle de 1983 de l'écrivain américain Bruce Bethke. Le terme est devenu connu comme un sous-genre de la science-fiction dans la littérature et le cinéma qui explore la relation du corps humain dans un paysage urbain en croissance constante dominé par la technologie. Tsukamoto donne des réponses contradictoires à sa familiarité avec le genre. Dans une interview de 1993 dans Cinefantastique, il déclare qu'il a été impressionné par le film Vidéodrome (1983) de David Cronenberg  et qu'il a pris conscience du mouvement cyberpunk naissant, ce qui l'a conduit à réaliser Tetsuo. Dans d'autres interviews, il exprime qu'il n'était pas familier avec le terme au moment de la réalisation du film, et que son intention était de montrer l'érotisme de la comparaison du métal avec la chair humaine. Il estime que Blade Runner (1982) de Ridley Scott et Vidéodrome de Cronenberg sont « les deux parents de Tetsuo », tout en trouvant que son travail est différent du cyberpunk, car il trouve que le genre traite de la période après la destruction des villes modernes.
Tom Mes développe les thèmes du film, déclarant que Tsukamoto travaille à partir d'un contexte japonais qui implique les aspects négatifs de la vie dans une métropole comme Tokyo. Tsukamoto voit la vie urbaine, les emplois de bureau et les longues heures de déplacement comme « engourdissant les sens et privant les gens de leur humanité. Avec ses films, il veut réveiller ses compatriotes de la manière la plus extrême possible ».

## Sortie
Lorsque Tetsuo est terminé, Tsukamoto choisit le Nakano Musashino Hall qui peut accueillir 80 personnes. La salle de cinéma est équipée d'un projecteur qui peut passer le film en 16 mm et est configuré pour des projections tard dans la nuit en juillet. Il décrit l'endroit comme « la plus petite salle de cinéma de Tokyo ». Le film est distribué par Kaijyu Theatre au Japon le 1er juillet 1989.
En développant l'affiche de promotion du film, Tsukamoto approche le critique de cinéma Yoichi Komatsuzawa pour une citation promotionnelle pour le film. Komatsuzawa propose de soumettre le film au Fantafestival de Rome, dont Komatsuzawa est le correspondant pour les films asiatiques. En juin, le film remporte le prix du meilleur film au festival. Le critique de cinéma japonais Ken Okubo parle de l'impact du film : « C'était une grande surprise, non seulement pour moi mais pour tout le monde à Tokyo. [...] Même avant Tetsuo, les réalisateurs japonais plus âgés soumettaient leurs films à des festivals étrangers, mais il n'y avait pas vraiment d'enthousiasme de la part du public pour ces films ».
Grâce au prix remporté au Fantafestival, le film est projeté à Tokyo pendant trois mois lors de séances du soir, qui sont l'équivalent japonais d'une projection de minuit. Selon Chikako Shimoaka du Japan Times, Tetsuo se vend extrêmement bien avec plus de 10 000 copies en sortie jusqu'en 1992. Mark Thompson commente sur la nouvelle réception du film au Japon, en disant que, comme Akira Kurosawa ou le groupe Shonen Knife, « un artiste sans public national, trouve d'une manière ou d'une autre des admirateurs et des éloges à l'étranger, et rentre chez lui en héros populaire ». Le film bat des records de box-office pour un film peu accessible au grand public au Japon.
Le film est distribué aux États-Unis par Original Cinema début 1992 et en Angleterre en septembre 1991,,. Il est édité en VHS en 1993 par Fox Lorber aux États-Unis. Des DVD sont ensuite édités par Image Entertainment (en) et Tartan Video (en) sous leur label Asia Extreme. Arrow Video (en) sort le coffret Solid Metal Nightmares, une collection de films de Shin'ya Tsukamoto sur Blu-ray, incluant Tetsuo, le 26 mai 2020.

## Accueil
Les critiques contemporaines saluent l'originalité du film, et ce que Tony Rayns (en) dans Sight and Sound appelle un style « gaiement extrémiste ». Dan Persons écrivant dans Cinefantastique fait écho à cela, notant que le film « attrape un esprit perdu de cinéma pur et cinétique » tandis que Richard Harrington du Washington Post trouve que le film est constitué de « 67 des minutes les plus intensément incessantes de l'histoire récente du cinéma » et qu'il a « une réalité cauchemardesque hyper-réelle ». Rayns et Kevin Thomas (en) du Los Angeles Times comparent le film aux œuvres de Sam Raimi, David Lynch, David Cronenberg et Kenneth Anger, Thomas ajoutant que « Tsukamoto, comme tout jeune artiste, n'est finalement comme personne d'autre » et que le film « n'est pas juste un autre film d'exploitation d'horreur, ».
En discutant de l'intrigue, que Savlov trouve être « moins une intrigue cohérente qu'une série d'images perturbantes vaguement assemblées », trouve que le film fonctionne à plusieurs niveaux, suggérant qu'il pourrait être vu à la fois comme une analogie du SIDA et une métaphore de l'empiétement japonais sur le marché mondial. Rayns déclare que le film n'a « que quelques gestes symboliques envers la narration » et qu'il ne trouve que des traces d'éléments satiriques dans l'imagerie agressive. Stephen Holden du New York Times trouve généralement que le film n'aura qu'un attrait limité pour les fans de film dérangeants.
Dans les critiques rétrospectives, Michael Brooke de Sight and Sound note que le faible budget du film « fonctionne brillamment : les effets en stop-motion donnent à la fusion de fils nus et de ganglions exposés une physicalité incroyablement vivante » et proclame que le film « reste l'un des films de science-fiction horrifiques les plus pulvérisants des 25 dernières années. » Dans le livre The Definitive Guide to Horror Movies, James Marriott (en) trouve que le film devient lassant à regarder plusieurs fois, et seul le film de Tsukamoto Tokyo Fist s'approche de l'impact viscéral de Tetsuo. En 2009, le magazine de cinéma japonais Kinema Junpō place Tetsuo à la 97e place de sa liste des 200 meilleurs films japonais.

## Postérité

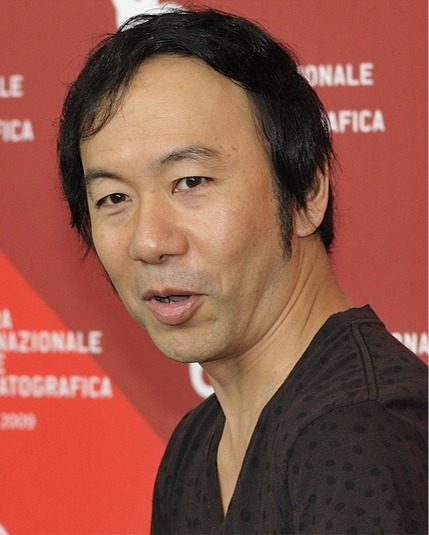
Le réalisateur Shin'ya Tsukamoto en 2009, l'année de sortie de Tetsuo: The Bullet Man.

William Gibson, père du genre cyberpunk, considère Tetsuo comme le premier vrai film cyberpunk· Jay McRoy, auteur de Nightmare Japan: Contemporary Japanese Horror Cinema déclare que Tetsuo est « l'un des films d'horreur japonais les plus influents jamais produits » qui, avec Burst City (en) (1982) de Gakuryū Ishii et Evil Dead Trap (1988) de Toshiharu Ikeda, « a suscité l'émergence d'une vague de films d'horreur japonais de plus en plus viscéraux et graphiquement violents ».
Tsukamoto déclare que la suite, Tetsuo II: Body Hammer (1992), est réalisée avec plus de narration pour toucher un public plus large,. Une tentative de réaliser un troisième film Tetsuo avec des collaborateurs américains, y compris le réalisateur Quentin Tarantino, est discutée au début des années 1990 mais n'est jamais réalisée. Tsukamoto déclare qu'il a refusé les offres de réaliser les films en Amérique car on lui disait qu'il devait travailler avec des stars de cinéma spécifiques et avoir des temps de tournage courts pour réaliser le troisième film. Après son travail sur « Vital » (2004), il parle de revenir pour un troisième film Tetsuo qui devient Tetsuo: The Bullet Man (2009).
Taguchi est le seul acteur à continuer de travailler avec Tsukamoto depuis le premier Tetsuo, l'acteur déclarant qu'il a toujours gardé une certaine distance entre lui et le réalisateur, ce qui les a conduits à continuer à travailler ensemble. Les tensions entre Fujiwara et Tsukamoto font de ce film leur dernier projet ensemble, Fujiwara étant retournée au théâtre avec Jūrō Kara et a créé sa propre compagnie appelée Organ Vital en 1991. Elle réalise son propre long métrage intitulé Organ (en) en 1996 basé sur l'une de ses propres pièces, qui est également auto-financé et tourné en 16 mm.
En 1993, Tsukamoto déplore les contraintes budgétaires du film, voulant initialement avoir une scène avec un long plan et un long plan de la maison du salaryman devenant métallique.

## Distinctions
- 1989 : Prix du meilleur film au Fantafestival
- 1989 : Prix du public au Festival du film fantastique de Suède

### Sources
- Dave Alexander, Sick Inside the Machine, mai 2005 (ISSN 1481-1103), chap. 45
- Dave Alexander, Tokyo Extremes, may 2005b (ISSN 1481-1103), chap. 45
- Michael Brooke, New Releases, vol. 22, novembre 2012, chap. 11
- Leslie Felperin, « Tetsuo the Bullet Man », sur Variety, 4 septembre 2009 (consulté le 4 septembre 2023)
- Richard Harrington, « 'Tetsuo: The Iron Man' (NR) » [archive du 24 juillet 2008], The Washington Post, 24 juillet 1992 (consulté le 22 juillet 2023)
- Grady Hendrix, « Solid Metal Nightmares: The Films of Shinya Tsukamoto » [archive du 30 mars 2020], sur Film Comment, mars 2020 (consulté le 1er avril 2020)
- Stephen Holden, « Review/Film; Forgoing the Flesh for Metallic Pleasures » [archive du 26 mai 2015], sur The New York Times, 22 avril 1992 (consulté le 22 juillet 2023)
- James Marriott et Kim Newman, The Definitive Guide to Horror Movies, London, Carlton Books, 2018 (1re éd. 1st pub. 2006) (ISBN 9781787391390)
- Jay McRoy, Nightmare Japan: Contemporary Japanese Horror Cinema, Rodopi, 2008 (ISBN 978-90-420-2331-4)
- Tom Mes, Iron Man: The Cinema of Shinya Tsukamoto, Surrey, England, FAB Press, 2005 (ISBN 1-903254-36-1)
- Dan Persons, Tetsuo The Iron Man, vol. 23, février 1993 (ISSN 0145-6032), chap. 5
- Michael H. Price, Sly Fi, 15 mai 1993, F2
- Tony Rayns, Tetsuo (Tetsuo: The Iron Man), vol. 1, British Film Institute, septembre 1991 (ISSN 0037-4806), chap. 5
- Marc Savlov, « Tetsuo: The Iron Man » [archive du 6 octobre 2021], sur The Austin Chronicle, 11 septembre 1992 (consulté le 22 juillet 2023)
- Chikako Shimoaka, Tsukamoto Creates 'Cyberpunk' Film Masterpieces, 8 août 1992
- Kevin Thomas, Tsukamoto's Horrific Yet Humorous 'Tetsuo', 9 juillet 1992, F8
- Mark Thompson, Metal Heads Invade Tokyo, 26 septembre 1992